# Mein Land
Mein Land (něm. Má země) je singl německé industrial metalové skupiny Rammstein. Byl vydán na kompilaci Made in Germany 1995-2011.
Ve videoklipu si skupina užívá na kalifornské pláži, videoklip je v retrostylu šedesátých let. Na konci klipu je skupina v roce 2012 na živém vystoupení na pláži, na obličeji mají masky připomínajícího Brandona Leeho ve filmu Vrána.

## Tracklist
CD single:
1. "Mein Land" - 3:53
2. "Vergiss uns nicht" - 4:10
3. "My Country" (The BossHoss) - 4:08
4. "Mein Land" (Mogwai Mix) - 4:30

7" vinyl:
1. "Mein Land" - 3:53
2. "Vergiss uns nicht" - 4:10